# Station Miasteczko Krajeńskie
Station Miasteczko Krajeńskie is een spoorwegstation in de Poolse plaats Miasteczko Krajeńskie.